# Helwan HA-300
Helwan HA-300 byl egyptský proudový stíhací letoun vyvíjený za pomoci zahraničních odborníků v 60. letech 20. století. Celkem byly postaveny tři prototypy. Roku 1969 byl vývojový program ukončen.

## Vývoj

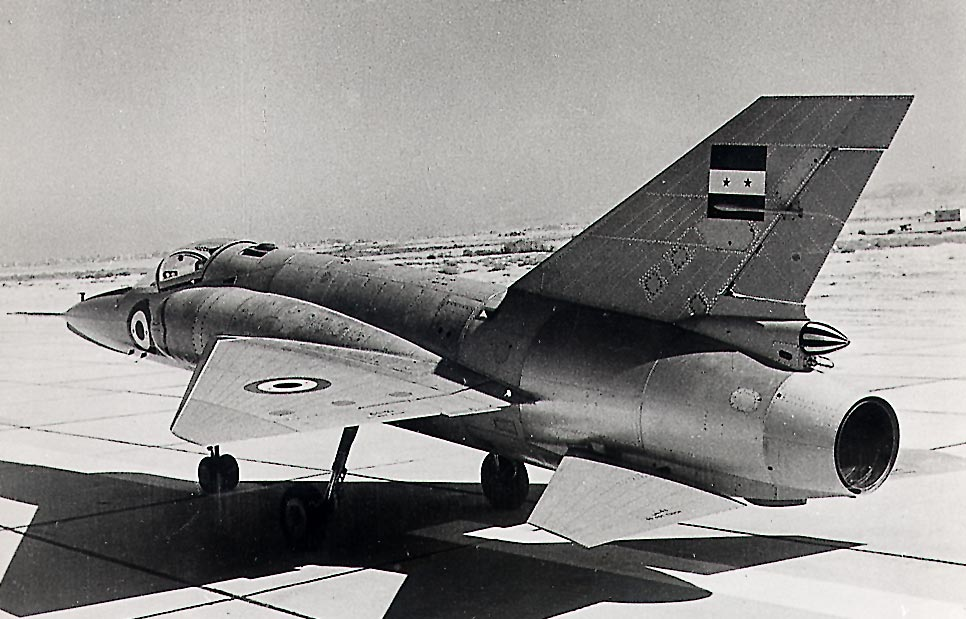
HA-300

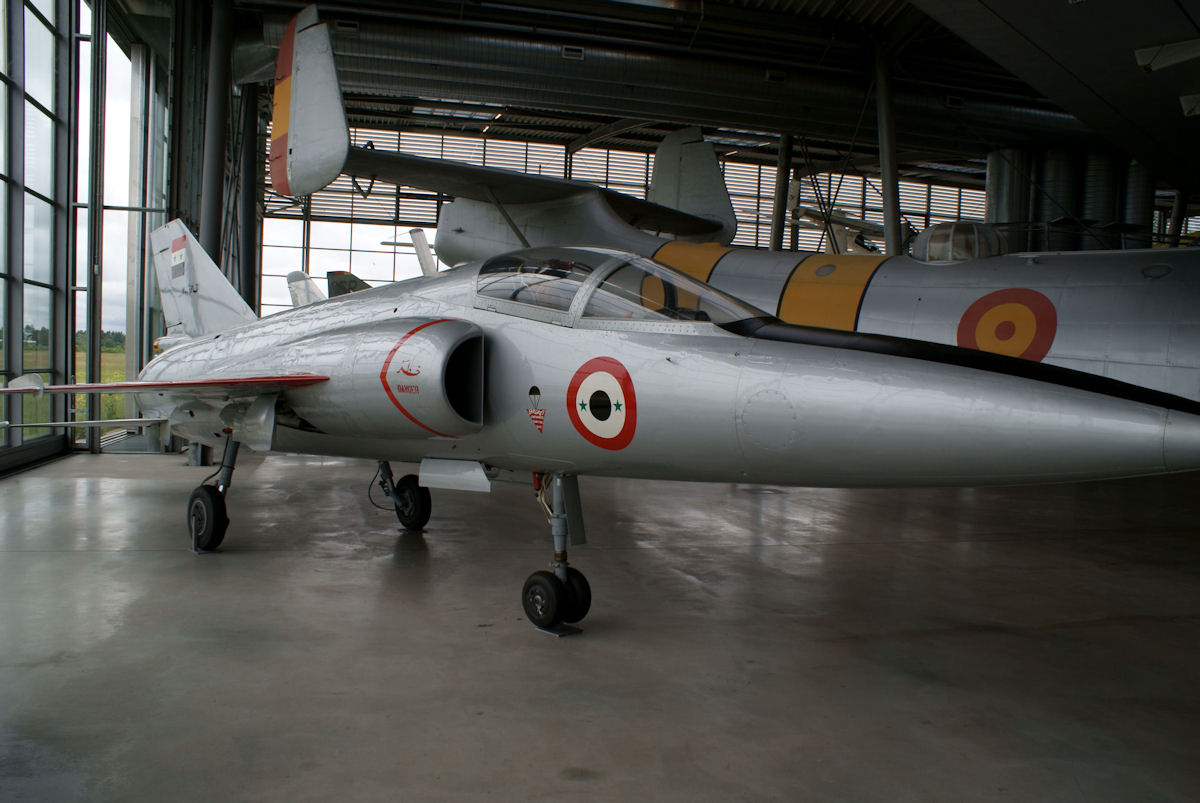
Dochovaný prototyp HA-300, muzeum Flugwerft Schleißheim

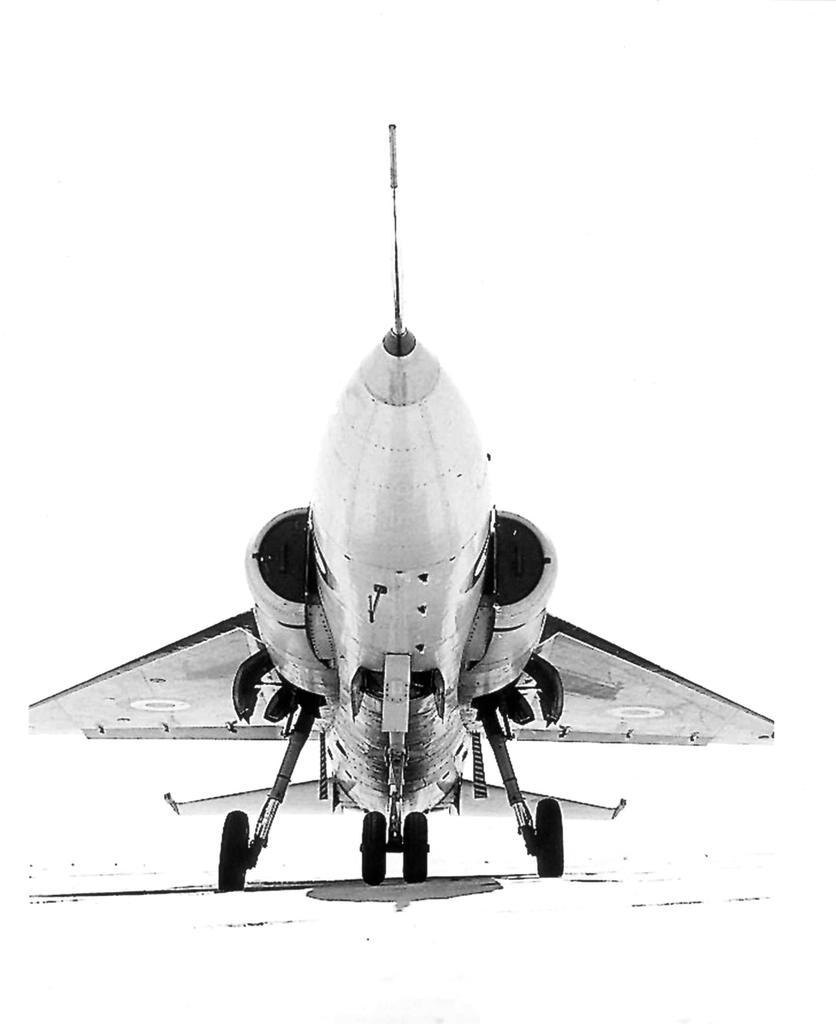
Čelní pohled na HA-300

Vývoj lehkého stíhacího letounu HA-300P byl zahájen roku 1951 španělskou společností Hispano Aviación. Vývojové práce vedl známý německý konstruktér Willy Messerschmitt, který po druhé světové válce nesměl pracovat v Německu a ve společnosti Hispano našel své nové působiště. Navrhl malý jednomístný jednomotorový nadzvukový proudový letoun s křídlem delta. Jeho dřevěný model byl testován ve vleku za bombardérem CASA 2.111. Do vývojového programu se v jeho průběhu zapojil Egypt, který v té době usiloval o rozvoj svého leteckého průmyslu. Roku 1960 se naopak kvůli vysokým nákladům stáhlo Španělsko, takže egyptská vláda projekt odkoupila a Messerschmittův tým se přesunul do Egypta. HA-300 byl tehdy ještě na papíře.
Vývojové práce probíhaly v Závodu č. 36 (součást EGAO – Egyptian General Aero Organization) na káhirské letecké základně Helwan. První prototyp poháněný britským motorem Bristol Orpheus 703-S-10 poprvé vzlétl 7. března 1964 a druhý prototyp se stejným motorem jej následoval 22. července 1965. Třetí prototyp měl dostat výkonnější motor Orpheus BOr.12 s přídavným spalováním, se kterým měl dosahovat  až rychlosti Mach 2. Vývoj tohoto motoru však britská společnost zrušila a Egypt za něj neměl adekvátní náhradu, a proto se rozhodl vyvinout vlastní proudový motor E-300 (s tahem 33,3 kN). Vývojové práce vedl rakouský inženýr Ferdinand Brandner (mimo jiné tvůrce druhoválečného motoru Junkers Jumo 222). Vývoj motoru od roku 1964 spolufinancovala Indie, která jej plánovala využít ve vlastním letounu HAL HF-24 Marut, vyvíjeným Kurtem Tankem. Jeho použití v HA-300 si však vyžádalo řadu úprav konstrukce, čímž se už tak nákladný vývoj letounu dále protahoval a prodražoval.
Roku 1967 následovala egyptská porážka v šestidenní válce a tlak na zrušení projektu ze strany Sovětského svazu. Roku 1969 Egypt vývoj HA-300 zrušil kvůli velkým nákladům a možnosti získat výkonné bojové letouny ze zemí východního bloku. Stalo se tak ještě před startem třetího prototypu, který v listopadu 1969 zahájil pojížděcí zkoušky. Němečtí odborníci Egypt opustili.

## Konstrukce
Jednalo se o jednomístný středoplošník s  křídlem delta. Plánovanou výzbroj tvořily dva 30mm kanóny Hispano a čtyři podkřídelní závěsníky pro řízené střely.

## Specifikace

Třípohledový nákres

- platí pro první dva prototypy:[1]

### Technické údaje
- Posádka: 1
- Rozpětí: 5,85 m
- Délka: 12,40 m
- Výška: 3,15 m
- Nosná plocha: 16,7 m²
- Hmotnost prázdného letounu: 2100 kg
- Vzletová hmotnost: 5445 kg
- Pohonná jednotka: 1× proudový motor Bristol Orpheus 703-S-10
- Tah pohonné jednotky: 21,6 kN

### Výkony
- Maximální rychlost: 1490 km/h (1,13 M)[3]
- Dostup: 18 000 m
- Dolet: 1400 km